# Miwako Okuda
Miwako Okuda  (奥田 美和子?, Okuda Miwako) (Yonago, 13 febbraio 1982) è una cantante giapponese.

## Carriera
Miwako ha iniziato a cantare fin da ragazzina e da sempre ha dimostrato la sua voglia di diventare una cantante. Dopo la laurea dalla scuola media, Miwako è stata scoperta in una performance dal vivo con la band della sua amica e si è trasferita a Tokyo per cominciare la sua carriera musicale. Una delle sue canzoni Born è suonata come sigla d'apertura nell'Anime Le Chevalier D'Eon, un'altra -Shizuku- è suonata come sigla finale dell'anime Great Teacher Onizuka.

## Discografia

### Album

#### Futari(22 giugno, 2005)
1. 青空の果て (Aozora no hate) [La fine del cielo blu]
2. 無言 (Mugon) [Silenzio]
3. 雨の音(Ame no oto) [Il suono della pioggia]
4. 雨と夢のあとに (Ame to yume no ato ni) [Dopo la pioggia e il sogno]
5. 日曜日の朝 (Nichiyoubi no asa) [Domenica mattina]
6. 夢 (Yume) [Sogno]
7. 哀しみに溺れて (Kanashimi ni oborete) [Affogando nella tristezza]
8. はばたいて鳥は消える (Habataite tori wa kieru) [Un uccello volante si spegne]
9. 絶望の果て (Zetsubou no hate) [Fine della disperazione]
10. さくら散る前に (Sakurachiru mae ni) [Prima che i fiori di ciliegio spariscano]
11. ブランコに揺れて (Buranko ni yurete) [Ondeggiando sull'altalena]
12. 歌う理由 (Utau riyuu) [Il motivo per cui io canto]
13. 二人 (Futari) [Due persone]

#### Kimi o Omou(9 settembre, 2006)
1. BORN
2. 月が好き(Tsuki ga suki) [Mi piace la luna]
3. ぼくが生きていたこと (Boku ga ikite ita koto) [Volevo sopravvivere]
4. ソラオイ(Soraoi)
5. 1/2
6. love you
7. そばにいて (Soba ni ite) [Al tuo fianco]
8. あの日 (Ano hi) [Quel giorno]
9. あしたへ (Ashita e) [Da domani]
10. 笑顔 (Egao) [Sorriso]
11. 君を想う (Kimi wo omou) [Penso a te]

### DVD
1. 青空の果て (Aozora no hate) [La fine del cielo blu]
2. 歌う理由 (Utau Riyuu) [Il motivo per cui io canto]
3. 夢 (Yume) [Sogno]
4. 雨と夢のあとに (Ame to yume ato ni) [Dopo la pioggia e il sogno]
5. ぼくが生きていたこと (Boku ga ikite ita koto) [Volevo sopravvivere]
6. BORN

### Singoli
- Shizuku (2 febbraio, 2000)
- tsuki (21 giugno, 2000)
- Aozora no hate (11 novembre, 2003)
- Utau riyuu / Habataite tori wa kieru (3 marzo, 2004)
- Yume (9 settembre, 2004)
- Ame to yume no ato ni (5 maggio, 2005)
- Boku ga ikite ita koto (7 settembre, 2005)
- Born (30 agosto, 2006)
- Kimi no Te (25 febbraio, 2009)